# Сагакурес
Сагакурес (каз. Сағакүрес) — село в Аксуском районе Жетысуской области Казахстана. Входит в состав Карашиликского сельского округа. Код КАТО — 193259400.

## Население
В 1999 году население села составляло 525 человек (272 мужчины и 253 женщины). По данным переписи 2009 года, в селе проживало 565 человек (300 мужчин и 265 женщин).